# Константин Павлов
 Тази статия е за поета.  За революционера вижте Константин Павлов (революционер).  
Константин Мирчев Павлов е български поет и киносценарист.

## Биография
Роден е на 2 април 1933 г. в бившето село Попово, Пернишко (днес територията му е част от дъното на язовир „Студена“). Завършва гимназия през 1952 г. Следва право в Софийския държавен университет. Редактор в Радио София (1957 – 1959), в издателство „Български писател“ (1961 – 1962; 1964 – 1965), вестник „Литературен форум“ (1963) и „Мултифилм“ (1965 – 1966). От 1966 до 1975 г. му е забранено да работи и публикува. През 1975 г. получава разрешение за работа в „Българска кинематография“. През същата година е приет за член на Съюза на българските филмови дейци, а през 1980 г. е избран за член на Съюза на българските писатели. През 1983 г. по повод 50-годишнината от рождението му е издадена книга със заглавие „Стари неща“, включваща стихове от първите му две книги и сценарии. През 1989 г. за първи път след дълго прекъсване печата стихотворения във вестник „Литературен форум“. Напуска СБП на 3 февруари 1989 г. Никога не е членувал в други организации или партии.
Умира на 28 септември 2008 г. в София. Погребан е в Централните софийски гробища.
Константин Павлов е признат като оригинален творец със силно влияние върху модерната българска поезия и култура. Той е между най-значителните български поети на XX век. Оригиналността му намира високо признание в чужбина още от края на 60-те години. Тогава Анна Ахматова искрено възкликва: „Константин Павлов е най-големият български поет, когото някога съм чела!“ Стиховете на К. Павлов са преведени на френски, английски, испански, немски, полски, руски, сърбохърватски, унгарски и други езици. По негови сценарии са създадени едни от най-известните експериментални български филми. Носител е на националната награда за поезия „Никола Фурнаджиев“ за принос в българската поезия (2000), Националната литературна награда „Христо Г. Данов“ (2005) за принос към българската поезия и драматургия и към развитието на гражданското общество в България и на Националната награда за поезия „Иван Николов“.

### Поезия
- „Сатири“. София, 1960.
- „Стихове“. София, 1965.
- „Стари неща. Избрани стихове и киносценарии“. София: Български писател, 1983, 160 с.
- „Появяване“. София, 1989.
- „Агонио сладка“. София: Факел, 1991, 70 с.
- „Убийство на спящ човек“. София: Инграф, 1992, 39 с.
- „Елегичен оптимизъм“. София: Факел, 1993, 192 с.
- „Репетиция за гала танц“. София: Литературен форум, Библиотека „Българска сбирка“, 1995, 120 с.
- „Отдавна…“. Пловдив: Жанет 45, 1998, 44 с.
- „Спомен за страха“. Плевен: ЕА, 1998, 36 с.
- „Надпяване“ (2001)
- „Стихове“ (2002) – първи том от луксозен четиритомник „Избрано“, включващ още „Записки“, „Пиеси“ и „Сценарии“.

### Други
- „Записки 1970 – 1993“. Пловдив: Жанет 45, 2000 (2002), 94 с.
- „Пиеси“ (2002)
- „Сценарии“ (2002)
- „Избрани интервюта“ (2006)
- „Персифедрон“ (2007) – пиеси, стихове, записки

### За него
- „Константин Павлов в българската литература и култура. Изследвания, статии, есета“. Съставител Пламен Дойнов. Библиотека „Личности“. Книга четвърта. София: Кралица Маб, 2009. ISBN 978-954-533-096-4.
- Ани Илков. „Несъвършеният гений. Книга за Константин Павлов“. София: Полис, 2010. ISBN 978-954-796-031-2.
- „Стихове“ от Константин Павлов в българската литература и култура“. Съставител Пламен Дойнов. Библиотека „Алтернативният канон. Творбите“. Книга втора. София: Кралица Маб, 2016. ISBN 978-954-533-151-0.

## Филмография
Като сценарист
- Съдбата като плъх (тв, 2001)
- Нещо във въздуха (1993)
- Селцето (1990)
- Без драскотина (1989)
- Памет (1985)
- Бяла магия (1982)
- Масово чудо (1981)
- Илюзия (1980)
- Чуй петела (1978)
- Спомен за близначката (1976)
- Обич (1972)

Като актьор
- Опит за мълчание (1998) Себе си
- Живот до поискване (1987)

## Памет
В края на октомври 2008 г. департамент Нова българистика към Нов български университет организира Национална научна конференция „Константин Павлов в българската литература и култура“.
През 2015 г. в Перник е създаден Национален конкурс за поезия „Константин Павлов“.
През ноември 2015 г. департамент Нова българистика към Нов български университет организира Национална научна конференция „Стихове“ (1965) от Константин Павлов в българската литература и култура“.
През януари 2022 г. журналистката и дългогодишна ръководителка на българската редакция на радио „Дойче веле“ Румяна Таслакова създава награда на негово име. За членове на журито са поканени Мирела Иванова, Михаил Неделчев и Ани Илков. Наградата ще се връчва всяка година на рождения ден на Константин Павлов – 2 април, на тържествена церемония в Софийска градска художествена галерия. Материалното ѝ изражение е малка пластика, изработена от скулптора Ангел Станев. Медиен партньор е Българската телеграфна агенция.